# Rio Saltadouro
O rio Saltadouro ou rio da Cabreira é um rio português, afluente da margem esquerda do Cávado, nasce na serra da Cabreira, freguesia de Salto (Montalegre), atravessa a freguesia de Campos (Vieira do Minho) e desagua no lugar conhecido de Saltadouro na freguesia de Ruivães (Vieira do Minho).